# 橘村 (千葉県)
橘村（たちばなむら）とは、千葉県香取郡にかつて存在した村である。
成田線下総橘駅、東庄町立橘小学校などにその名をとどめる。

## 地理
- 現在の東庄町の東部に位置する。
- 村は利根川の南岸に位置する。
- 村域は台地と平地が入り組む谷戸が多い地形になっている。

## 歴史
村名はかつて存在した立花郷に由来する。

### 沿革
- 1889年（明治22年）4月1日 - 町村制施行に伴い、石出村、東今泉村、宮本村、青馬村、今郡村、谷津村、羽計村、新宿村が合併して香取郡橘村発足。
- 1933年（昭和8年）3月11日 - 国鉄成田線の笹川駅 - 松岸駅間開業にともない下総橘駅が開業。
- 1955年（昭和30年）7月20日 - 橘村は笹川町、東城村、神代村とともに合併し、東庄町を新設。同日橘村廃止。

変遷表
| 1868年 以前 | 1868年 以前 | 明治2年  | 明治22年 4月1日 | 昭和30年 7月20日 | 現在   |
| ----------- | ----------- | -------- | --------------- | ---------------- | ------ |
|             | 石出村      | 石出村   | 橘村            | 東庄町           | 東庄町 |
|             | 和泉村      | 東和泉村 | 橘村            | 東庄町           | 東庄町 |
|             | 新宿村      |          | 橘村            | 東庄町           | 東庄町 |
|             | 羽計村      |          | 橘村            | 東庄町           | 東庄町 |
|             | 谷津村      |          | 橘村            | 東庄町           | 東庄町 |
|             | 今郡村      |          | 橘村            | 東庄町           | 東庄町 |
|             | 宮本村      |          | 橘村            | 東庄町           | 東庄町 |
|             | 青馬村      |          | 橘村            | 東庄町           | 東庄町 |

## 人口・世帯

### 人口
総数 [単位： 人]
| 1891年（明治24年） | 3,585 |
| 1903年（明治36年） | 3,894 |
| 1920年（大正 9年） | 3,882 |
| 1930年（昭和 5年） | 4,000 |
| 1940年（昭和15年） | 4,354 |
| 1955年（昭和30年） | 5,144 |

### 世帯
総数 [単位： 世帯]
| 1955年（昭和30年） | 807 |

## 交通

### 鉄道
- 日本国有鉄道（ → 東日本旅客鉄道）
  - ■成田線
    - 下総橘駅

## 名所・旧跡
- 東大社